# Хошкельди
Хошкельди́ (крим. Hoşkeldiñ) — мікрорайон в Сімферополі, у Київському районі міста.

## Опис
Розташований на північному сході міста біля кордону міста. З півдня сусідствує з районом Богурча (Кам'янка), з півночі з селом Акрополіс.
Головні вулиці — Проспект Перемоги, вулиця Умера Іпчі, Найле Велієвой.
У районі знаходиться Дитячій садок № 19 «Кунешчик», християнський та мусульманський цвинтарі та автобусна станція «Достлук».

## Історія
Мікрорайон з'явився у 1990-ті роки, під час повернення кримських татар з депортації.
У 2013 році почалася газифікація масиву.
Після окупації в районі регулярно проходять обшуки у кримських татар.